# Szkoła szkocka

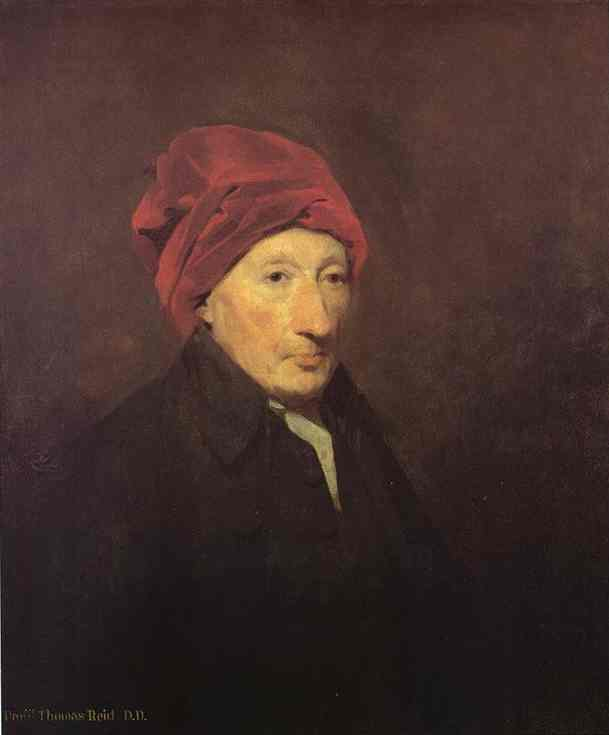
Thomas Reid, twórca szkoły szkockiej

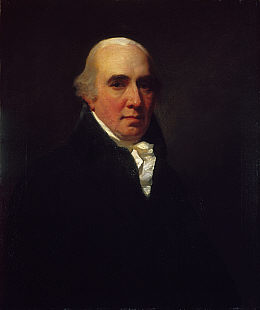
Dugald Stewart, czołowy przedstawiciel szkoły szkockiej

Szkoła szkocka w filozofii – kierunek filozoficzny zapoczątkowany w XVIII wieku przez Thomasa Reida i rozwijany przez innych szkockich filozofów i uczonych skupionych zwłaszcza wokół Uniwersytetu w Edynburgu. Szkoła szkocka podkreślała zaufanie do zdrowego rozsądku oraz naturalnego poglądu na świat, uznawała istnienie prawd niedowiedzionych i zarazem pewnych (zwłaszcza istnienie jaźni i rzeczy realnych), a także uznawała introspekcje za właściwą metodę uprawiania filozofii.

## Przedstawiciele
Głównymi przedstawicielami szkoły szkockiej byli (poza wspomnianym już Thomasem Reidem): Dugald Stewart, James Beattie, Adam Ferguson, Thomas Brown. Do szkoły zbliżony był również William Hamilton, również wykładający na Uniwersytecie Edynburskim. 

## Szkoła szkocka we Francji
Szkoła Szkocka odegrała również dużą rolę we Francji, gdzie dotarła na początku XIX wieku za sprawą P. P. Royer-Collarda. Natomiast po rewolucji lipcowej 1830 r., w związku z reformą nauczania szkół średnich, Victor Cousin, Théodore Jouffroy i Pierre Laromiguière opracowali nowy program nauczania oparty na filozofii szkoły szkockiej. Jak podaje W. Tatarkiewicz - od 1832 r. stała się ona na lat przynajmniej dwadzieścia oficjalną filozofią Francji. 